# Bartolomeo Zorzi
Bartolomeo Zorzi (en latín: Bartolomeus Gorgis; fl. 1266–1273) fue un noble veneciano, comerciante y trovador italiano. Al igual que todos los trovadores de Lombardía,  compuso en occitano. Dieciocho de sus trabajos sobreviven.

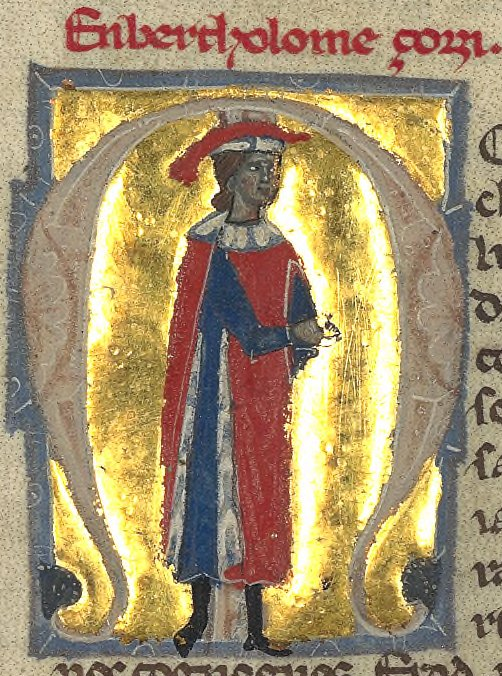
Zorzi, desde una MS italiana del.

De acuerdo a su vida, mientras viajaba con un grupo de mercaderes a Bizancio, fue capturado por la República de Génova que estaba en guerra con la de Venecia, enviándolo junto a sus acompañantes como prisionero a Génova. En ese lugar compuso varias canciones e incluso colaboró en algunos tensones con Bonifaci Calvo, un trovador genovés.
Tras su liberación cuando Venecia y Génova firmaron un acuerdo de paz (aproximadamente siete años más tarde), Bertolome regresó a Venecia y fue recompensado por el Dux con el cargo de castellano de Corone y Modona en el suroeste de Morea. Según su vida, en ese lugar se enamoró y entabló una relación con una noble.
Zorzi escribió una sextina titulada En tal dezir mos cors intra que alude a la leyenda artúrica de Perceval donde se confiesa a su tío. Zorzi también ha sido citado como uno de los trovadores que protestaron contra Alfonso X de Castilla por su negativa a rescatar a su hermano, el infante Enrique de Castilla el Senador, de una prisión italiana. En Mout fai sobrieira foli, cada estrofa de Zorzi termina con una cita de Quant hom es en autrui poder de Peire Vidal, en la que se defendía de quienes lo llamaban «tonto».